# Oladapo Adu
Oladapo Adu (1971), és un jugador d'escacs nigerià, que té el títol de Mestre Internacional.
A la llista d'Elo de la FIDE del gener de 2022, hi tenia un Elo de 2136 punts, cosa que en feia el jugador número 22 (en actiu) de Nigèria. El seu màxim Elo va ser de 2301 punts, a la llista del gener de 2008.

## Resultats destacats en competició
El març de 2015 fou campió del Torneig Zonal 4.4 de la Fide a Togo i vàlid per a la classificació a la Copa del Món de 2015, on fou eliminat a la primera ronda pel GM Vesselín Topàlov.
L'abril de 2016 fou de nou campió del Torneig Zonal 4.4 a Accra (Ghana) amb 8 punts de 9.

### Participació en olimpíades d'escacs
Adu ha participat, representant Nigèria, en cinc Olimpíades d'escacs entre els anys 1994 i 2012 (dos cops com a 1r tauler), amb un resultat de (+13 =6 –25), per un 36,4% de la puntuació. El seu millor resultat el va fer a les Olimpíada del 1998 en puntuar 4½ de 9 (+4 =1 -4), amb el 50,0% de la puntuació i una performance de 2201.